# پوسوشه
پوسوشه (به لاتین: Posušje) یک شهرک و شهرستان در بوسنی و هرزگوین است که در فدراسیون بوسنی و هرزگوین واقع شده‌است.

## خصوصیات
پوسوشه ۴۶۱٫۱ کیلومترمربع مساحت و ۲۰٬۶۹۸ نفر جمعیت دارد.

## نگارخانه

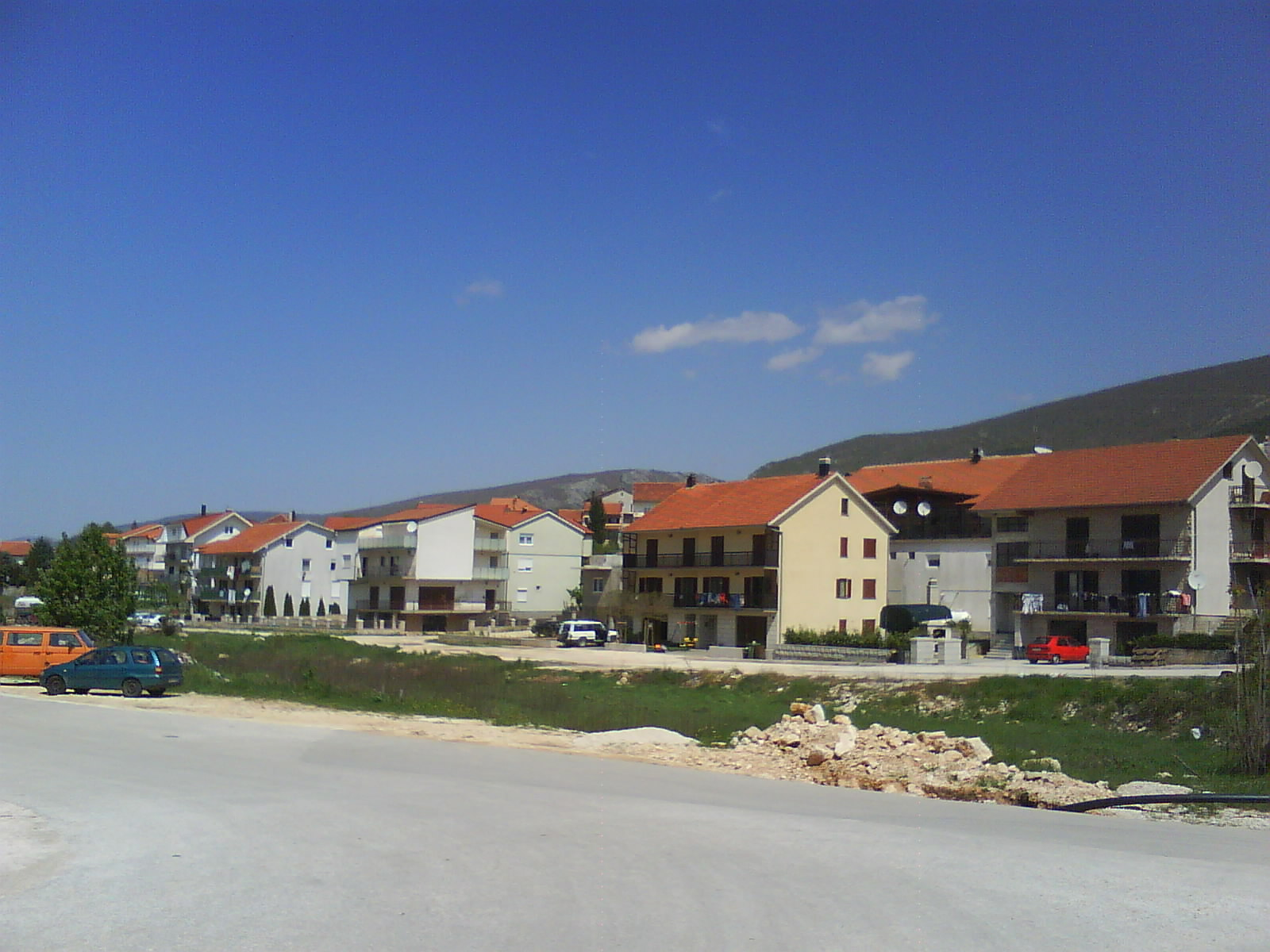
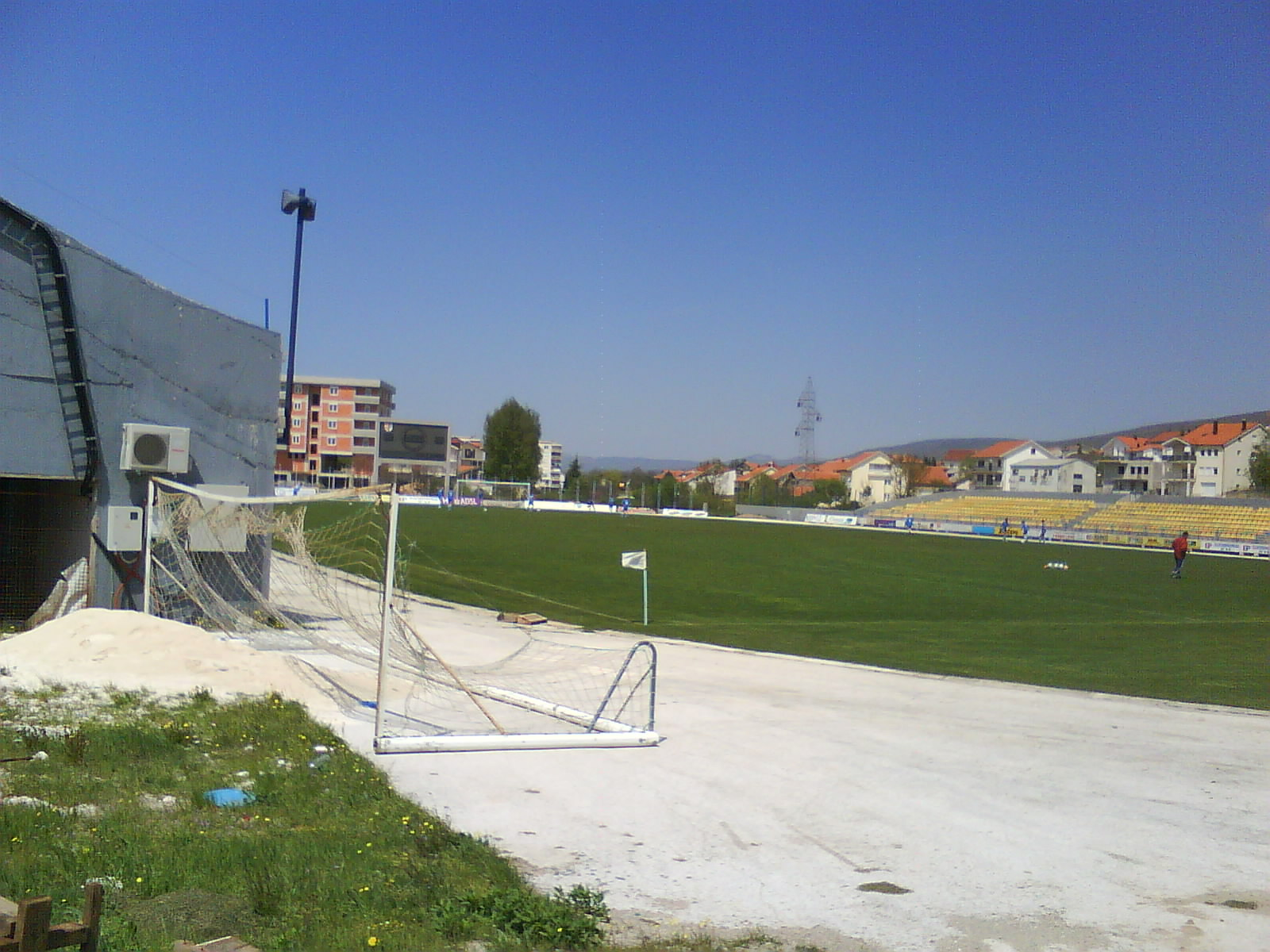